# Александрова, Наталья Донатовна
Ната́лья Дона́товна Алекса́ндрова (22 мая 1936, Ленинград — 8 ноября 2023) — советская балерина, балетный педагог. Заслуженная артистка РСФСР (1967).

## Биография
Родилась 22 мая 1936 года в Ленинграде. Окончила Ленинградское хореографическое училище (1953).
В 1953 году принята в труппу балета Ленинградского театра оперы и балета, где в течение семи лет танцевала в «Спящей красавице», «Щелкунчике», «Золушке», «Лебедином озере», «Баядерке», «Шопениане».
Лауреат Всесоюзного конкурса артистов балета 1956 года.
С 1960 года — в Новосибирском театре оперы и балета, на сцене которого участвовала как в классических, так и современных спектаклях: Джульетта (балет Прокофьева), Фригия («Спартак», Хачатурян), Раймонда (Глазунов), принимала участие в местной постановке балета Бельского «Ленинградская симфония» по музыкальному произведению Шостаковича.
В 1970 году вернулась в Ленинград и снова вышла на родную сцену. Была солисткой в театре имени Кирова до 1974 года, после чего преподавала в хореографическом училище до 2004 года.
Ещё до отъезда в Новосибирск выходила на сцену Большого зала филармонии, в которой продолжила выступать и после возвращения в Ленинград (последний раз — в январе 1973).
Выезжала на Кубу, в Румынию, Венгрию, Англию (индивидуально и с театральной труппой).
Скончалась 8 ноября 2023 года на 88-м году жизни.

## Некоторые партии
- «Жизель» (А. Адан) — Жизель;
- «Бахчисарайский фонтан» (Б. Асафьев; хор. Р. Захаров) — Мария, Зарема;
- «Лебединое озеро» (П. Чайковский; бал. П. Гусев и О. Виноградов по М. Петипа и Л. Иванову) — Одетта-Одиллия;
- «Щелкунчик» (П. Чайковский, хор. В. Вайнонен) — Маша;
- «Легенда о любви» (А. Меликов, хор. Ю. Григорович) — Мехменэ Бану;
- «Каменный цветок» (С. Прокофьев, хор. Ю. Григорович) — Катерина;
- «Тарас Бульба» (В. Соловьёв-Седов, хор. Б. Фенстер) — Паночка[1].